# Distrikt Leiria
Der Distrikt Leiria (Distrito de Leiria) ist ein Distrikt in Portugal, der sich aus Teilen der beiden traditionellen Provinzen Beira Litoral und Estremadura zusammensetzt. Die Nachbardistrikte heißen Coimbra im Norden, Castelo Branco und Santarém im Osten sowie Lissabon im Süden. Im Westen grenzt der Distrikt Leiria an den Atlantischen Ozean.
Die Fläche beträgt 3515 km², der Distrikt hat eine Bevölkerung von 459.450 (Stand 2001). Hauptort des Distrikts ist Leiria. Kfz-Kennzeichen für Anhänger: LE.
Der Distrikt Leiria teilt sich in 16 Kreise (Municípios):
| Kreis               | Anzahl Gemeinden | Einwohner (2021) | Fläche km² | Dichte Einw./km² | LAU- Code | Region        | Unterregion      |
| ------------------- | ---------------- | ---------------- | ---------- | ---------------- | --------- | ------------- | ---------------- |
| Alcobaça            | 13               | 54.965           | 408,15     | 135              | 1001      | Região Centro | Oeste            |
| Alvaiázere          | 5                | 6.238            | 160,47     | 39               | 1002      | Região Centro | Região de Leiria |
| Ansião              | 6                | 11.642           | 176,09     | 66               | 1003      | Região Centro | Região de Leiria |
| Batalha             | 4                | 15.557           | 103,42     | 150              | 1004      | Região Centro | Região de Leiria |
| Bombarral           | 4                | 12.746           | 91,28      | 140              | 1005      | Região Centro | Oeste            |
| Caldas da Rainha    | 12               | 50.910           | 255,69     | 199              | 1006      | Região Centro | Oeste            |
| Castanheira de Pera | 1                | 2.645            | 66,77      | 40               | 1007      | Região Centro | Região de Leiria |
| Figueiró dos Vinhos | 4                | 5.281            | 173,44     | 30               | 1008      | Região Centro | Região de Leiria |
| Leiria              | 18               | 128.603          | 565,08     | 228              | 1009      | Região Centro | Região de Leiria |
| Marinha Grande      | 3                | 39.024           | 187,25     | 208              | 1010      | Região Centro | Região de Leiria |
| Nazaré              | 3                | 14.881           | 82,42      | 181              | 1011      | Região Centro | Oeste            |
| Óbidos              | 7                | 11.922           | 141,55     | 84               | 1012      | Região Centro | Oeste            |
| Pedrógão Grande     | 3                | 3.390            | 128,75     | 26               | 1013      | Região Centro | Região de Leiria |
| Peniche             | 4                | 26.429           | 77,54      | 341              | 1014      | Região Centro | Oeste            |
| Pombal              | 13               | 51.170           | 626,00     | 82               | 1015      | Região Centro | Região de Leiria |
| Porto de Mós        | 10               | 23.202           | 261,83     | 89               | 1016      | Região Centro | Região de Leiria |
| Distrikt Leiria     | 110              | 458.605          | 3.505,73   | 131              | 10        | –             | –                |